# Para-ski
Para-Ski – spadochronowa dyscyplina sportowa łącząca spadochroniarstwo z narciarstwem, składająca się z slalomu giganta, pływania, strzelania i skoków spadochronowych na celność lądowania.

## Opis dyscypliny sportowej
Zgodnie z „Kodeksem Sportowym FAI” jedną z dyscyplin w sporcie spadochronowym jest Para-Ski. W Polsce po raz pierwszy zawody tego typu zorganizował w 1969 Aeroklub Jeleniogórski. Od 1995 XIX Oddział Związku Polskich Spadochroniarzy w Bielsku-Białej organizuje regularnie na przełomie lutego i marca w Bielsku-Białej i Szczyrku „Puchar Polski Para-Ski”.
Zawody Para-Ski składają się następujących konkurencji:
- bieg slalom gigant
- pływanie stylem dowolnym na dystansie 50 m[3]
- strzelanie z broni krótkiej
- grupowa i indywidualna celność lądowania.

Jeżeli z powodu braku śniegu lub innych przeszkód meteorologicznych nie da się przeprowadzić biegu slalomu giganta, wykonuje się dwa biegi na krótszej trasie (po około 30 sekund każdy). Długość trasy do slalomu wynosi około 1000 m, różnica wysokości startu i mety to około 250 m, liczba bramek to od 12 do 15% różnicy wysokości.
Źródło 